# عرض بيني هيل

عرض بيني هيل The Benny Hill Show

عرض بيني هيل (بالإنجليزية: The Benny Hill Show)‏ هو برنامج تلفزيوني كوميدي بريطاني من بطولة بيني هيل، تم بثه بأشكال مختلفة بين 15 يناير 1955 و 1 مايو 1989 في أكثر من 140 دولة. تألف العرض بشكل أساسي من الفقرات التي كانت مليئة بالتهريج، والتمثيل الصامت، والمحاكاة الساخرة، والمزدوجة، في ذروته، كان برنامج «عرض بيني هيل» من بين البرامج الأكثر مشاهدة في المملكة المتحدة حيث وصل عدد مشاهديه إلى أكثر من 21 مليون مشاهد في عام 1971، وفي أواخر السبعينيات من القرن الماضي، حظيت نسخة «تلفزيون التايمز Thames Television» من البرنامج بشعبية في الولايات المتحدة واستمرت في العرض المشترك حتى عام 1990. ألغت التايمز إنتاج العرض في عام 1989 بسبب انخفاض التصنيفات وتكاليف الإنتاج الكبيرة بمبلغ 450.000 جنيه إسترليني (ما يعادل 1,127,800 جنيه إسترليني) في عام 2019) لكل عرض. في استطلاع أجري في المملكة المتحدة عام 2015، تم التصويت على الأغنية الرئيسية للبرنامج على أنها أغنية القناة التلفزيونية البريطانية المجانية «آي تي في».

## تكوين العرض
يتكون العرض من فقرات صغيرة كوميدية أو موسيقية يقوم ببطولتها بيني هيل الذي يظهر في العديد من الأزياء المختلفة ويصور مجموعة واسعة من الشخصيات تهريجية، وهزلية، وعبارات مزدوجة هي سماته المميزة. اتهمت مجموعة من النقاد العرض بالتمييز على أساس الجنس، ورد هيل بالادعاء أن الشخصيات النسائية حافظت على كرامتها بينما تم تصوير الرجال الذين يطاردونهم على أنهم مهرجون.
غالبًا ما يستخدم العرض فقرات معروضة بالحركة الكاريكاتيرية السريعة Undercranking لإنشاء ما أسماه هيل «الرسوم المتحركة الحية Live animation»، ويستخدم تقنيات كوميدية مثل التمثيل الصامت والمحاكاة الساخرة. يُختتم العرض عادةً بمشهد مطاردة متسارع يشمل بيني هيل وغالبًا ما يكون هناك طاقم من النساء اللائي يرتدين ملابس ضيقة، ويطارد هذا الطاقم بيني هيل بسبب المآزق السخيفة التي تسبب بها هو نفسه. أستخدم بيني هيل أيضًا كاميرا التلفزيون لخلق أوهام كوميدية، على سبيل المثال، يقدم فقرة عن جريمة قتل غامضة بعنوان «جريمة في قطار أوريجون السريع Murder on the Oregon Express» في محاكاة ساخرة لرواية للكاتبة أجاثا كريستي والتي تحولت إلى فيلم يحمل عنوان «جريمة في قطار الشرق السريع» استخدم هيل المونتاج، وزوايا الكاميرا، وانتحال الهوية لتصوير «لغز» تلفزيوني يشبه كوين مارتن ، يظهر فيه في أدوار محققي التليفزيون الأمريكيين في السبعينيات أيرونسايد، ومكلاود، وكوجاك، وكانون، بالإضافة إلى هركيول بوارو (المحقق البلجيكي وبطل روايات أجاثا كريستي).
ذكر جون هوارد ديفيز، رئيس قسم الترفيه الخفيف في تلفزيون التايمز في مايو 1989، أن هناك ثلاثة أسباب وراء التوقف عن بث عرض بيني هيل: «كان الجمهور ينخفض، وكان البرنامج يكلف مبلغًا هائلاً من المال، وكان (هيل) يبدو متعبًا قليلاً»، وأعلن هيل أنه بعد 21 عامًا مع تلفزيون التايمز، عليه ان يتوقف ويحصل على اجازة لمدة عام.
كسبت عروض بيني هيل 100 مليون جنيه إسترليني من التايمز، مع نسبة كبيرة بسبب نجاح عروضه في الولايات المتحدة. شاهد 21.10 مليون مشاهد في المملكة المتحدة عرض هيل في ذروته في عام 1977، وفي عام 1989، جذبت حلقة التايمز الأخيرة 9.58 مليون مشاهد.
على الرغم من انخفاض التصنيفات في المملكة المتحدة، إلا أن المسلسل كان لا يزال أحد أكثر البرامج التلفزيونية نجاحًا في بريطانيا، حيث يتم بثه في 97 دولة أخرى.

## وصلات خارجية
http://bennyhill.co.uk/ عرض بيني هيل
https://www.imdb.com/title/tt0063869/ عرض بيني هيل
https://www.comedy.co.uk/tv/the_benny_hill_show/ عرض بيني هيل
http://www.tnsf.ca/bennyhill/ عرض بيني هيل
http://www.runstop.de/ عرض بيني هيل